# ヒ酸レダクターゼ (供与体)
ヒ酸レダクターゼ (供与体)（arsenate reductase (donor)）は、次の化学反応を触媒する酸化還元酵素である。
亜ヒ酸 + 受容体 {\displaystyle \rightleftharpoons } ヒ酸 + 還元型受容体
この酵素の基質は亜ヒ酸と受容体で、生成物はヒ酸と還元型受容体である。
この酵素は酸化還元酵素に属し、その他の化合物を受容体としてリンまたはヒ素に特異的に作用する。組織名はarsenate:acceptor oxidoreductaseで、別名にarsenate:(acceptor) oxidoreductaseがある。